# ساندرا ألتر
ساندرا ألتر (بالألمانية: Sandra Alter)‏ هي لاعبة كرة قدم ألمانية، ولدت في 10 يناير 1972. شاركت مع منتخب ألمانيا لكرة القدم للسيدات.

## روابط خارجية
- ساندرا ألتر على موقع عالم كرة القدم.نت (الإنجليزية)